# Rose Marie Muraro
Rose Marie Muraro (Río de Janeiro, 11 de noviembre de 1930 - Río de Janeiro, 21 de junio de 2014) fue una escritora, física, economista y editora brasileña, pionera del movimiento feminista en Brasil y la lucha por los derechos de las mujeres en los años 60 y 70. Fue seleccionada integrante honoraria de la organización Católicas por el Derecho a Decidir, fue una de las primeras mujeres que planteó la vinculación entre el pensamiento católico y el feminismo brasileño. También se implicó junto al teólogo y escritor Leonardo Boff con quien trabajó durante 17 años, codirigiendo la editorial Vozes en la lucha por la teología de la liberación. En 1996 publicó uno de los libros que más trascendieron: Sexualidad de la mujer brasileña: cuerpo y clase social en Brasil (en portugués: Sexualidade da mulher brasileira : corpo e classe social no brasil)
En diciembre de 2005 fue proclamada oficialmente Patrona del Feminismo Brasileño por el presidente Lula da Silva.

## Biografía
Nacida en Río de Janeiro en el seno de una de las familias más ricas de Brasil en los años 1930 y 40, a los 15 años de edad, tras la muerte repentina de su padre Rose Marie rechazó las luchas por la herencia y fue trabajar en el equipo del entonces padre Hélder Câmara, responsable por la organización de movimientos sociales cristianos. A pesar de que nació prácticamente ciega, se convirtió en una de las intelectuales brasileñas más destacadas de su época. Con escasa visión estudió física y economía.
En 1960, asumió la dirección de la União Católica de Imprensa (Unión Católica de Prensa) en la CNBB (Conferencia Nacional de Obispos de Brasil). Un año después, en 1961 asumió junto al teólogo Leonardo Boff la dirección de la editorial católica Vozes Muraro como responsable de la parte científica y Boff de la parte religiosa.
En 1966, publicó su primer libro, «Mulher na construção do mundo futuro» (Mujer en la construcción del mundo futuro), un «best seller» que vendió 10 mil ejemplares en tres meses.
Por otro lado su Estudio sobre la sexualidad de la mujer brasileña, publicado por la Editorial Vozes de Petrópolis, se transformó en un clásico, tanto por su metodología como por las categorías de análisis.
A pesar del Golpe de Estado en Brasil en 1964 y la persecución de los izquierdistas y en general a los militantes de movimientos sociales, no dudó en publicar a los entonces "autores malditos" como Darcy Ribeiro, Fernando Henrique Cardoso o Paulo Freire.
A través de sus libros y de los escritos por el teólogo Leonardo Boff, incentivó el movimiento feminista y la teología de la liberación. En 1971, fue la responsable del viaje de la feminista estadounidense Betty Friedan a Brasil.
En 1975, sus obras fueron prohibidas por la dictadura militar con la acusación de que eran pornográficas.
Con el viraje de la Iglesia católica hacia el conservadurismo durante la década de 1980, Rose Marie y Boff fueron expulsados de la editorial Vozes en diciembre de 1986 por orden del Vaticano. En el caso de Boff por su defensa de la teología de la liberación y en el caso de Rose por el libro "Sexualidade, libertação e fé. Por uma erótica cristã" publicado en 1985.
En 1990 fue creadora de la editorial Rosa dos Tempos, la única editorial dedicada a temas de género en América Latina, dedicada a la publicación del pensamiento feminista que estaba tomando cuerpo a partir de la década de 1970, teniendo como socias a Editora Record, Laura Civita, Ruth Escobar y Neuma Aguiar. El proyecto duró hasta finales del año 2000.
«No se limitó a las relaciones desiguales de poder entre hombres y mujeres sino que denunció relaciones de opresión en la cultura, en las ciencias, en las corrientes filosóficas, en las instituciones, en el Estado y en el sistema económico. En fin, se dio cuenta de que es en el patriarcado donde reside la raíz principal de este sistema que deshumaniza a mujeres y también a hombres.» destaca Boff analizando las posiciones de Muraro.
En 1996 publicó Sexualidad de la Mujer brasileña: cuerpo y clase social en Brasil, una investigación de campo en varios estados de la federación, en el que analiza cómo se experimenta la sexualidad, teniendo en cuenta la situación de clase de las mujeres. En este campo Rose innovó, creando una cuadrícula teórica que nos hace entender la experiencia de la sexualidad y del cuerpo según la clase social. ¿Qué tipo de proceso de individuación puede realizar una mujer famélica que para no dejar morir a su hijito le da sangre de su propio pecho? señalaba Boff mencionado la investigación.
Desde su creación en 1985 formó parte del Conselho Nacional dos Direitos da Mulher (Consejo Nacional de los Derechos de la Mujer) y en 2005 fue declarada por el presidente Luís Inácio Lula da Silva Patrona del Feminismo Nacional a través de la ley 11.261/05. Se mantuvo en el Consejo hasta 2012 cuando tuvo que abandonarlo a causa de su enfermedad.
En 2009 inauguró el Instituto Cultural Rose Marie Muraro donde trabajaba a pesar del empeoramiento de su estado de salud. 
En 2010 publica Femenino y Masculino: una nueva conciencia para el encuentro de las diferencias (2010). Entre sus frases: «educar a un hombre es educar a un individuo, pero educar a una mujer es educar a una sociedad».
Murió a los 83 años, el 21 de junio de 2014, de un cáncer de médula ósea detectado diez años antes. Su cuerpo fue incinerado en el Cementerio do Caju.

## Vida personal
Con problemas de visión desde su nacimiento, a mediados de la década de 1990, a los 66 años recuperó la visión con una cirugía. Al morir dejó cinco hijos, doce nietos y cuatro bisnietos.

## Premios y homenajes

### Indicaciones
- Indicada nueve veces para el premio «Mujer del Año» por varias instituciones
- Indicada para el Premio Nobel de la Paz (2005), con otras 51 mujeres brasileñas por el Proyecto Mil Mujeres.[11]

### Medallas
- Medalla de Oro del Palácio do Planalto (1987)
- Medalla Tiradentes (1996)
- Medalla Pedro Ernesto (1998)

### Homenajes
- Personalidad Intelectual del Año (1992), por la Unión Brasileña de Escritores
- Título de «Mujer del Siglo» (revista Desfile, 1990 y 1999)
- Título de Ciudadana Honoraria de Brasilia (2001)
- Título de Ciudadana Honoraria de São Paulo y Premio Carlota Pereira de Queiroz (2004)

## Reconocimientos póstumos
En 2014 el gobierno de Brasil entregó el premio Prêmio Rose Marie Muraro: Mulheres Feministas Histórica

## Obras
- Mulher na construção do mundo futuro (Vozes, 1966/1974)
- Automação e futuro do homem (Vozes, 1968/1974)
- As mais belas orações de nosso tempo (José Olímpio, 1968)
- As mais belas orações de todos os tempos (José Olímpio, 1973)
  - As mais belas orações de todos os tempos (Círculo do Livro, 1995)
  - As mais belas orações de todos os tempos (Rosa dos Tempos, 1997)
  - As mais belas orações de todos os tempos (Pensamento, 1997)
- Libertação sexual da mulher (Vozes, 1975)
- Sexualidade da mulher brasileira, corpo e classe social (Vozes, 1983/1995)
  - Sexualidade da mulher brasileira, corpo e classe social (Rosa dos Tempos, 1996)
- Sexualidade, libertação e fé. Por uma erótica cristã (Vozes, 1985)
- Identidade feminina (Vozes, 1987)
- Vale a pena viver (Trevo, 1988)
- Amor jovem (Trevo, 1988)
- Livro do ser e do prazer (Trevo, 1988)
- Coleção para Iluminar seu Caminho, 6 vol. (Rosa dos Tempos, 1990)
- Os seis meses em que fui homem (Rosa dos Tempos, 1990)
  - Os seis meses em que fui homem (Círculo do Livro, 1990)
- A mulher do terceiro milênio (Rosa dos Tempos, 1992)
- Homem, Mulher, início de uma nova era (Artes e Contos, 1994)
- Poemas para encontrar Deus (Rosa dos Tempos, 1994/1996)
- Momentos de amor com Deus (Rosa dos Tempos, 1994/1996)
- Alquimia da juventude (Ediouro, 1996)
- As mais belas palavras de amor (Ediouro, 1996)
- O silêncio de Deus (Ediouro, 1996)
- Memórias de uma mulher impossível (Rosa dos Tempos, 2000, autobiografía)
- Textos da fogueira (Letrativa, 2000)
  - Textos da fogueira (Pergaminho, 2000)
- Mulher, gênero e sociedade (Relume Dumará, 2001)
- Feminino Masculino, uma nova consciência para o encontro, para as diferenças (Sextante, 2002)
  - Feminino Masculino, uma nova consciência para o encontro, para as diferenças (Trotta, 2004)
- O Espírito de Deus pairou sobre as águas (Pensamento, 2002)
- Um mundo novo em gestação (Verus, 2003)
- A paixão pelo impossível (Girafa, 2003)
- Por que nada satisfaz as mulheres e os homens não as entendem (Girafa, 2003)
- Amor de A a Z (Sextante, 2005)
- O que as mulheres não dizem aos homens (Record, 2006)
- A espécie humana. De onde viemos? Para onde vamos? (Moderna, 2006)
- Mais lucro: valores humanos na construção da empresa (José Olímpio, 2006)
- Diálogo para o futuro (Cultrix, 2006)
- Coleção Um Mundo Novo em Gestação, 6 vol. (Zit, 2006)

### En portugués
- Página web oficial(en portugués)
- Feminismo brasileiro agora tem uma patrona (enlace roto disponible en Internet Archive; véase el historial, la primera versión y la última). en Jornal da Ciência (en portugués)
- Idéias e pensamentos de uma mulher impossível(en portugués)

### En español
- El eterno dilema entre lo masculino y lo femenino
- Leonardo Boff. El camino más corto hacia el fracaso
- Ludo Martens. Globalización imperialista y revolución (enlace roto disponible en Internet Archive; véase el historial, la primera versión y la última).

- Datos: Q3826441
- Multimedia: Rose Marie Muraro / Q3826441